# Jasper (Texas)
Pour les articles homonymes, voir Jasper.
La ville de Jasper est le siège du comté de Jasper, dans l’État du Texas, aux États-Unis. Sa population s’élevait à 7 590 habitants lors du recensement de 2010, estimée à 7 658 habitants en 2016.

## Histoire
L'affaire James Byrd, Jr. a eu lieu à Jasper en 1998.